# Efferia mediana
Efferia mediana är en tvåvingeart som först beskrevs av Christian Rudolph Wilhelm Wiedemann 1828.  Efferia mediana ingår i släktet Efferia och familjen rovflugor. Inga underarter finns listade i Catalogue of Life.